# Quintett csoport
Quintett csoport egy kiállítás erejéig összeszerveződött fiatal alkalmazott grafikusok csoportja 1969-ben. Székhely: Budapest.
A csoport Konecsni György tanítványaiból szerveződött, köztük Bakos István, Molnár Kálmán, Pecsenke József, Schmal Károly és Simonyi Emőke, később reklámgrafikáikkal és képzőművészekként egyaránt komoly sikereket értek el. Bakos, Molnár és Schmal 1976-ban a hosszabb életű Perspektíva csoport tagjai lettek.

## Kiállításuk
- 1969 • Derkovits Terem, Budapest